# Ruth Wilson Gilmore
Ruth Wilson Gilmore (New Haven, 2 de abril de 1950) es una investigadora y abolicionista de las prisiones. Es directora del Centro para el Lugar, la Cultura y la Política y profesora de geografía en Ciencias Ambientales y de la Tierra en la Universidad de la Ciudad de Nueva York.
"Más o menos sin ayuda" fue la inventora de la geografía carcelaria, el "estudio de las interrelaciones entre el espacio, las instituciones y la economía política que dan forma y definen el encarcelamiento moderno". La geografía carcelaria examina las relaciones entre el paisaje, los recursos naturales, la economía política, la infraestructura y la vigilancia, encarcelamiento, enjaulamiento y control de las poblaciones.
Recibió el premio Lifetime Achievement Award 2020 de la Asociación Estadounidense de Geógrafos.

## Obras
- Golden Gulag: Prisons, Surplus, Crisis, and Opposition in Globalizing California
- Change Everything: Racial Capitalism and the Case for Abolition
- Abolition Geography: Essays Towards Liberation